# Barkmattvävare
Barkmattvävare (Drapetisca socialis) är en spindelart som först beskrevs av Carl Jakob Sundevall 1833.  Barkmattvävare ingår i släktet Drapetisca och familjen täckvävarspindlar. Arten är reproducerande i Sverige. Inga underarter finns listade.